# Эверетт, Бетти
Бе́тти Э́веретт (англ. Betty Everett, 23 ноября 1939 — 19 августа 2001) — американская певица. Наиболее известна по своему продавшемуся в более чем миллионе экземпляров хиту «The Shoop Shoop Song (It’s in His Kiss)».
Родилась и выросла в Гринвуде, штат Миссисипи. Там она пела госпел, а потом, переехав в Чикаго, переключилась на мирскую музыку. Начала записываться на лейбле Cobra в 1958 году. В начале 1960-х годов подписала контракт с Vee-Jay Records, где у неё и появились хиты. Бетти Эверетт была первым исполнителем песни «You’re No Good», которая в её исполнении особо замечена не была, но в 1975 году стала хитом номер 1 в исполнении Линды Ронстадт. А следующий сингл Бетти Эверетт, «The Shoop Shoop Song (It's in His Kiss)», поднялся в 1964 году на 6 место американского поп-чарта. Следующим успехом для неё стал дуэт с Джерри Батлером — версия в стиле соул песни «Let It Be Me» группы Everly Brothers, в том же 1964 году достигшая 5 места в ритм-н-блюзовом чарте «Билборда». Музыкальный сайт AllMusic считает лучшей сольной песней певицы «There’ll Come a Time» (1969 год, 2 место в ритм-н-блюзовом чарте «Билборда» и 26 место в поп-чарте, то есть Hot 100).

## Дискография
- См. «Barbara Lewis § Chart singles» в английском разделе.